# エドゥアール・エリオ
エドゥアール・エリオ（Édouard Herriot、1872年7月5日 – 1957年3月26日）は、フランスの政治家。フランス第三共和制における急進社会党（急進党）の領袖で、3回にわたって首相を務めた。

## 生涯
高等師範学校を卒業後、急進社会党に参加。ドレフュス事件ではエミール・ゾラ擁護の活動をリヨンを中心に展開し、1904年にリヨン市議に初当選。政治家としてのキャリアをスタートする。その後リヨン市長の傍ら、急進社会党の領袖として三度(1924年・1926年・1932年)内閣を組織。最初のうちはアリスティード・ブリアンと共にレイモン・ポアンカレが強行したルール問題の収拾に動くなど対独協調政策を採る一方で、ソビエト連邦との外交関係を強めた。
その後、社会党・共産党と共に人民戦線に参加。レオン・ブルム内閣が成立すると、自らは下院議長に就いた。ドイツ占領下では沈黙を強いられたものの、連合国軍がフランスに上陸するとヴィシー政権から後継首班を打診されるもこれを拒否している。第四共和政下でも国民会議議長を務めた。

## 訳書
E・ヱリオ『ヨーロッパ合衆国』鹿島守之助（訳）1962年　 出版社 鹿島研究所 381p.
| 前任 オクターヴ・オブリー | アカデミー・フランセーズ 席次8 第17代：1946年 - 1957年 | 後任 ジャン・ロスタン |